# Communauté de communes du Pays de Saint-Éloy
Die Communauté de communes du Pays de Saint-Éloy ist ein französischer Gemeindeverband mit der Rechtsform einer Communauté de communes im Département Puy-de-Dôme in der Region Auvergne-Rhône-Alpes. Sie wurde am 19. Dezember 2016 gegründet und umfasst 34 Gemeinden. Der Verwaltungssitz befindet sich im Ort Saint-Éloy-les-Mines.

## Historische Entwicklung
Der Gemeindeverband entstand mit Wirkung vom 1. Januar 2017 durch die Fusion der Vorgängerorganisationen  
- Communauté de communes du Pays de Saint-Éloy-les-Mines,
- Communauté de communes Cœur de Combrailles und
- Communauté de communes de Pionsat

unter Zugang von fünf weiteren Gemeinden aus anderen Verbänden.

## Mitgliedsgemeinden
| Gemeinde                                     | Einwohner 1. Januar 2022 | Fläche km² | Dichte Einw./km² | Code INSEE | Postleitzahl |
| -------------------------------------------- | ------------------------ | ---------- | ---------------- | ---------- | ------------ |
| Ars-les-Favets                               | 221                      | 14,60      | 15               | 63011      | 63700        |
| Ayat-sur-Sioule                              | 134                      | 14,20      | 9                | 63025      | 63390        |
| Biollet                                      | 317                      | 23,46      | 14               | 63041      | 63640        |
| Bussières                                    | 107                      | 13,84      | 8                | 63060      | 63330        |
| Buxières-sous-Montaigut                      | 242                      | 10,88      | 22               | 63062      | 63700        |
| Charensat                                    | 474                      | 46,68      | 10               | 63094      | 63640        |
| Château-sur-Cher                             | 67                       | 11,87      | 6                | 63101      | 63330        |
| Durmignat                                    | 214                      | 12,36      | 17               | 63140      | 63700        |
| Espinasse                                    | 277                      | 23,95      | 12               | 63152      | 63390        |
| Gouttières                                   | 310                      | 25,63      | 12               | 63171      | 63390        |
| La Cellette                                  | 167                      | 10,99      | 15               | 63067      | 63330        |
| La Crouzille                                 | 259                      | 18,60      | 14               | 63130      | 63700        |
| Lapeyrouse                                   | 515                      | 36,14      | 14               | 63187      | 63700        |
| Le Quartier                                  | 216                      | 23,37      | 9                | 63293      | 63330        |
| Menat                                        | 543                      | 20,31      | 27               | 63223      | 63560        |
| Montaigut-en-Combraille                      | 977                      | 8,18       | 119              | 63233      | 63700        |
| Moureuille                                   | 376                      | 16,83      | 22               | 63243      | 63700        |
| Neuf-Église                                  | 320                      | 14,94      | 21               | 63251      | 63560        |
| Pionsat                                      | 1.042                    | 24,68      | 42               | 63281      | 63330        |
| Roche-d’Agoux                                | 114                      | 5,56       | 21               | 63304      | 63330        |
| Saint-Éloy-les-Mines                         | 3.484                    | 22,11      | 158              | 63338      | 63700        |
| Saint-Gervais-d’Auvergne                     | 1.226                    | 47,35      | 26               | 63354      | 63390        |
| Saint-Hilaire                                | 146                      | 17,63      | 8                | 63360      | 63330        |
| Saint-Julien-la-Geneste                      | 120                      | 11,97      | 10               | 63369      | 63390        |
| Saint-Maigner                                | 171                      | 18,97      | 9                | 63373      | 63330        |
| Saint-Maurice-près-Pionsat                   | 363                      | 30,88      | 12               | 63377      | 63330        |
| Saint-Priest-des-Champs                      | 726                      | 45,09      | 16               | 63388      | 63640        |
| Sainte-Christine                             | 124                      | 12,78      | 10               | 63329      | 63390        |
| Sauret-Besserve                              | 165                      | 10,33      | 16               | 63408      | 63390        |
| Servant                                      | 559                      | 26,56      | 21               | 63419      | 63560        |
| Teilhet                                      | 283                      | 18,81      | 15               | 63428      | 63560        |
| Vergheas                                     | 66                       | 7,45       | 9                | 63447      | 63330        |
| Virlet                                       | 268                      | 17,37      | 15               | 63462      | 63330        |
| Youx                                         | 871                      | 19,13      | 46               | 63471      | 63700        |
| Communauté de communes du Pays de Saint-Éloy | 15.464                   | 683,50     | 23               | –          | –            |